# Aleksandrowo (powiat gostyński)
Aleksandrowo – osada, dawny folwark, w Polsce położona w województwie wielkopolskim, w powiecie gostyńskim, w gminie Gostyń.
W okresie Wielkiego Księstwa Poznańskiego (1815-1848) miejscowość wzmiankowana jako folwark Alexandrowo należała do wsi mniejszych w ówczesnym pruskim powiecie Kröben (krobskim) w rejencji poznańskiej. Część folwarku Alexandrowo (31 osób, 1 dom) należała do okręgu krobskiego tego powiatu i stanowiło część majątku Żytowiecko, którego właścicielem była wówczas (1846) Dzieduszycka. Druga część (2 domy, 29 osób) należała do okręgu gostyńskiego tego powiatu i była częścią majątku Bodzewo, którego właścicielem był Kaulfus.
W latach 1975–1998 miejscowość administracyjnie należała do województwa leszczyńskiego.